# 5 Brygada Zmechanizowana (Bundeswehra)
5 Brygada Zmechanizowana „Kurhessen” (5 Brygada Grenadierów Pancernych) (niem. Panzergrenadierbrigade 5) – zmechanizowany związek taktyczny Bundeswehry.
W okresie zimnej wojny Brygada wchodziła w skład 2 Dywizji Zmechanizowanej i przewidziana była do działań w pasie Centralnej Grupy Armii.

## Struktura organizacyjna
| Organizacja PzGrenBrig 5 w 1989 | Organizacja PzGrenBrig 5 w 1989    | Organizacja PzGrenBrig 5 w 1989 |
| Godło                           | Pododdział                         | Miejsce stacjonowania           |
| ------------------------------- | ---------------------------------- | ------------------------------- |
|                                 | dowództwo brygady                  | Homberg (Efze)                  |
|                                 | 51 batalion grenadierów pancernych | Homberg (Efze)                  |
|                                 | 52 batalion grenadierów pancernych | Rotenburg an der Fulda          |
|                                 | 53 batalion grenadierów pancernych | Fritzlar                        |
|                                 | 54 batalion pancerny               | Hessisch Lichtenau              |
|                                 | 55 batalion artylerii              | Homberg (Efze)                  |